# Кузин, Сергей Семёнович
Серге́й Семёнович Кузин (2 августа 1962 года, Сасово, Рязанская область, РСФСР, СССР — 25 декабря 2009 года, Москва, Россия) — советский и российский художник, член-корреспондент Российской академии художеств (2009).

## Биография
Родился 2 августа 1962 года в городе Сасово Рязанской области.
Учёба: Рязанское художественное училище (1980—1982), Суздальское художественное училище (1982—1984), МГХИ им. В. И. Сурикова (1990—1997), у А. Т. Даниличева, И. В. Шацского, Г. Г. Королева.
С 1984 по 1988 годы — заведующий районной художественно-оформительской мастерской пос. Кырен Тункинского района, Бурятская АССР.
С 1988 по 1990 годы — преподаватель детской художественной школы в городе Сасово.
В дальнейшем работал старшим преподавателем Московского государственного областного университета им. Н. К. Крупской.
С 1997 года — член Творческого Союза художников России.
В 2009 году — избран членом-корреспондентом Российской академии художеств.
Сергей Семёнович Кузин умер 25 декабря 2009 года в Москве.

## Творческая деятельность
Среди работ: «Портрет девушки в розовой кофточке» (1991), «Молодая» (1994), «Портрет Леонардо» (1996), «Портрет Мойры» (1996), триптих «Венчание» (1996—1997), «Невеста» (1999), «Жемчужный натюрморт» (2003), «Тишина» (2005), «Утро» (2006), «Звонкий вечер. Боровск» (2006), «Осень» (2007), «Лето звонкое» (2007), «Гребневский храм» (2007—2008), «Ржев. Верхний бор» (2008).
Картины находятся в музейных и частных коллекциях России и за рубежом.

## Награды
- Заслуженный художник Российской Федерации (2008)
- Премия XVIII Московской международной выставки-конкурса современной живописи «Золотая кисть» (2008)